# Xã Dexter, Quận Richland, Bắc Dakota
Xã Dexter (tiếng Anh: Dexter Township) là một xã thuộc quận Richland, tiểu bang Bắc Dakota, Hoa Kỳ. Năm 2010, dân số của xã này là 67 người.